# Mission Hill
Mission Hill és una població dels Estats Units a l'estat de Dakota del Sud. Segons el cens del 2000 tenia 183 habitants.

## Demografia
Segons el cens del 2000, Mission Hill tenia 183 habitants, 71 habitatges, i 57 famílies. La densitat de població era de 214,1 habitants per km².
Dels 71 habitatges en un 33,8% hi vivien nens de menys de 18 anys, en un 64,8% hi vivien parelles casades, en un 5,6% dones solteres, i en un 19,7% no eren unitats familiars. En el 16,9% dels habitatges hi vivien persones soles el 2,8% de les quals corresponia a persones de 65 anys o més que vivien soles. El nombre mitjà de persones vivint en cada habitatge era de 2,58 i el nombre mitjà de persones que vivien en cada família era de 2,84.
Per edats la població es repartia de la següent manera: un 26,8% tenia menys de 18 anys, un 7,7% entre 18 i 24, un 29,5% entre 25 i 44, un 21,9% de 45 a 60 i un 14,2% 65 anys o més.
L'edat mediana era de 38 anys. Per cada 100 dones de 18 o més anys hi havia 119,7 homes.
La renda mediana per habitatge era de 35.625 $ i la renda mediana per família de 35.625 $. Els homes tenien una renda mediana de 25.313 $ mentre que les dones 18.750 $. La renda per capita de la població era de 14.405 $. Entorn del 7,5% de les famílies i el 12,3% de la població estaven per davall del llindar de pobresa.

## Poblacions més properes
El següent diagrama mostra les poblacions més properes.